# نبرد ویتوریا
نبرد ویتوریا (انگلیسی: Battle of Vitoria) بخشی از جنگ شبه‌جزیره و جنگ ائتلاف ششم بود. در نبرد ویتوریا (۲۱ ژوئن ۱۸۱۳)، ارتشی از بریتانیا، پرتغال و اسپانیا به فرماندهی مارکز ولینگتون، ارتش فرانسه به فرماندهی پادشاه ژوزف بناپارت و مارشال ژان باپتیست ژوردان را در نزدیکی ویتوریا در اسپانیا شکست داد و در نهایت به پیروزی در جنگ شبه جزیره منجر شد.

## پیشینه
در ژوئیه ۱۸۱۲، پس از نبرد سالامانکا، فرانسوی‌ها مادرید را تخلیه کردند و ارتش ولینگتون در ۱۲ اوت ۱۸۱۲ وارد آن شد. ولینگتون با استقرار سه لشکر برای محافظت از مناطق جنوبی خود، به همراه بقیه ارتش خود به سمت شمال حرکت کرد تا قلعه بورگوس را که ۲۳۰ کیلومتر (۱۴۰ مایل) دورتر بود، محاصره کند، اما او قدرت دشمن را اشتباه محاسبه کرده بود و در ۲۱ اکتبر مجبور شد محاصره بورگوس را رها کرده و عقب‌نشینی کند.  تا ۳۱ اکتبر، او مادرید را نیز ترک کرده بود و ابتدا به سالامانکا و سپس به سیوداد رودریگو، نزدیک مرز پرتغال، عقب‌نشینی کرد تا از محاصره ارتش‌های فرانسه از شمال شرقی و جنوب شرقی جلوگیری کند.
ولینگتون زمستان را صرف سازماندهی مجدد و تقویت نیروهای خود برای حمله به شاه جوزف در مادرید کرد. ناپلئون پس از حمله فاجعه‌بار خود به روسیه، سربازان زیادی را برای بازسازی ارتش اصلی خود به فرانسه فراخواند. تا ۲۰ مه ۱۸۱۳، ولینگتون ۱۲۱۰۰۰ سرباز (۵۳۷۴۹ بریتانیایی، ۳۹۶۰۸ اسپانیایی و ۲۷۵۶۹ پرتغالی) را از شمال پرتغال از طریق کوه‌های شمال اسپانیا و رودخانه اسلا به حرکت درآورد تا ارتش ۶۸۰۰۰ نفری مارشال ژوردان را که بین دورو و تاگوس مستقر شده بود، از پهلو دور کند. فرانسوی‌ها به بورگوس عقب‌نشینی کردند و نیروهای ولینگتون با پیشروی سخت، آنها را از جاده منتهی به فرانسه جدا کردند.  ولینگتون خود فرماندهی نیروی مرکزی کوچک را در یک حمله‌ی استراتژیک بر عهده داشت، در حالی که سر توماس گراهام بخش عمده‌ی ارتش را در اطراف جناح راست فرانسه در منطقه‌ای که غیرقابل عبور تلقی می‌شد، هدایت می‌کرد.
ولینگتون حمله‌ی خود را با ۵۷۰۰۰ بریتانیایی، ۱۶۰۰۰ پرتغالی و ۸۰۰۰ اسپانیایی در ویتوریا در ۲۱ ژوئن، از چهار جهت آغاز کرد.